# Großdolmen von Sassen

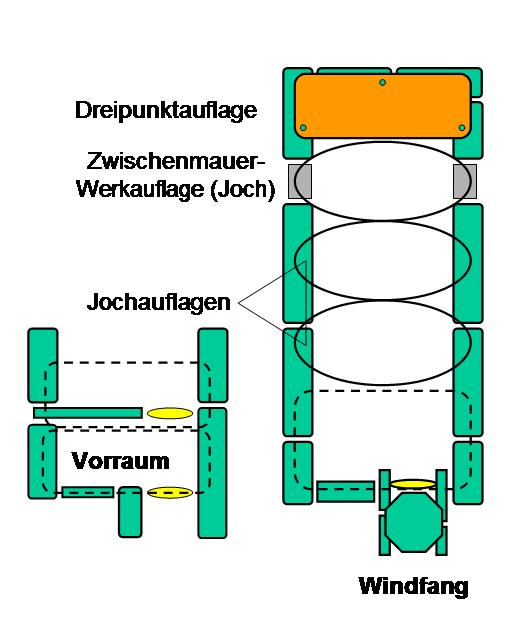
Schema Großdolmen

Die Großdolmen von Sassen mit den Sprockhoff-Nrn. 527, 528, 530, 532 und 533 wurden 1968 von Ewald Schuldt ausgegraben. Die fünf Megalithanlagen liegen in Rollsteinhügeln und entstanden zwischen 3500 und 2800 v. Chr. als Großsteingräber der Trichterbecherkultur (TBK).
Sie liegen östlich von Sassen bei Loitz im Landkreis Vorpommern-Greifswald in Mecklenburg-Vorpommern. Zwei weitere, jedoch nicht untersuchte und stärker beschädigte Anlagen befinden sich in der Umgebung: Sassen 3 (Spr.-Nr. 529)▼ und Sassen 5 (Spr.-Nr. 531).▼

## Großdolmen Sassen 1 (Spr.-Nr.: 527)
Bei dieser nordost-südwest orientierten, 1,4 m hohen Anlage▼ handelt es sich um einen 5,0 m langen und 1,8 m breiten, gut erhaltenen Großdolmen mit Vorraum. Es sind noch alle sieben Tragsteine vorhanden. Einer der vier Decksteine liegt im Norden Kammer auf. Er trägt sieben Schälchen. Im Zugangsbereich fehlen alle Steine. Der einseitig mit Granitplatten abgegrenzte Vorraum ist somit offen einsehbar. Die Diele besteht aus Rotsandsteinplatten. Durch die große Anzahl von Lesesteinen macht der Dolmen einen verwahrlosten Eindruck. Außer sieben Scherben und einem Querschneider enthielt die Anlage keine Funde.

## Großdolmen Sassen 2 (Spr.-Nr.: 528)

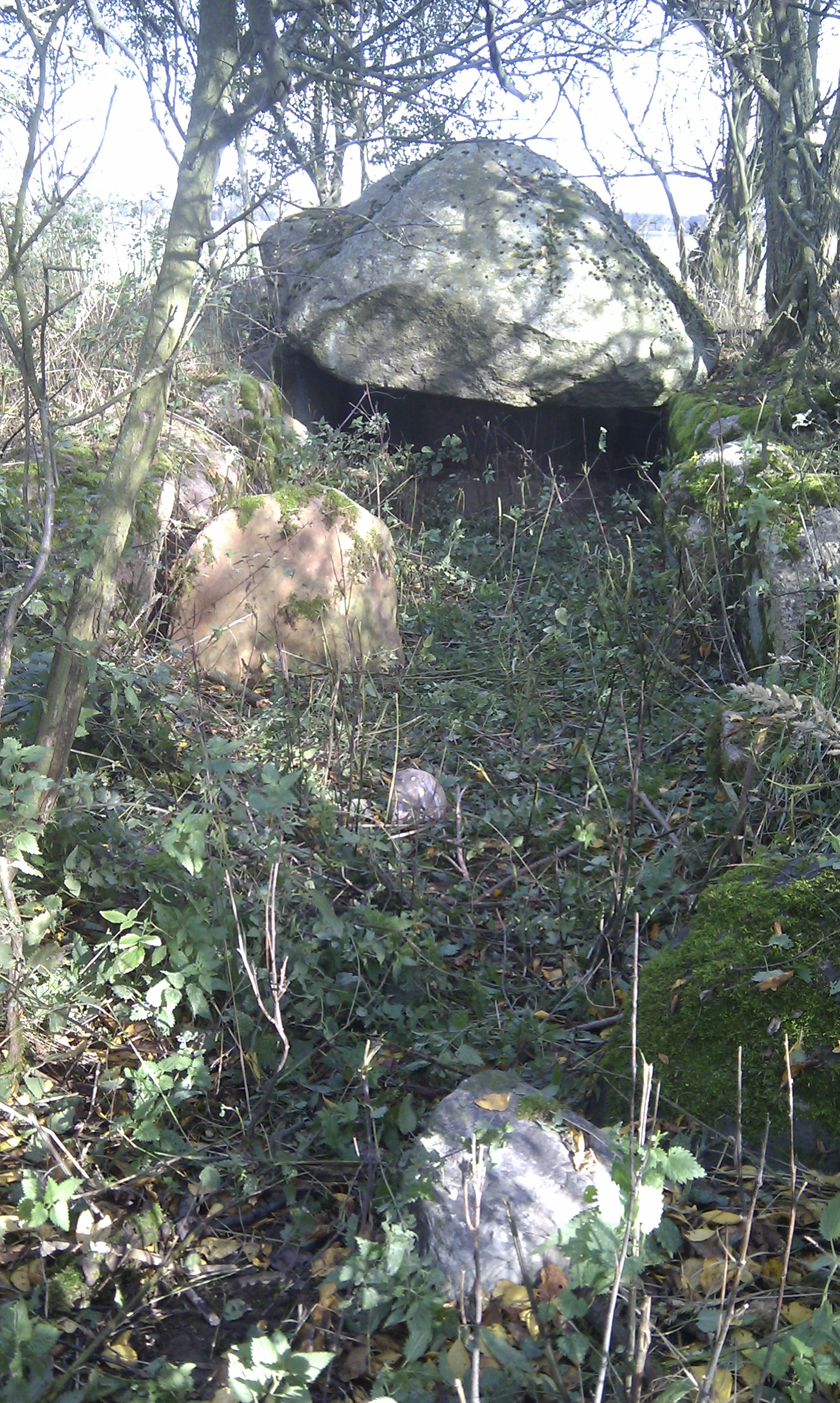
Sassen 2

Bei dieser nordost-südwest orientierten, 1,4 m hohen Anlage▼ handelt es sich um einen 4,0 m langen und 2,0 m breiten, gut erhaltenen Großdolmen mit Vorraum und 0,7 m langem Gang. Die neun Tragsteine der Kammer und ein aufliegender Deckstein sind in situ vorhanden. Einer liegt zerbrochen in der Kammer. Fragmente eines dritten Decksteines befinden sich in und neben der Kammer. Einer der Decksteine trägt 18 der andere 44 Schälchen. Die trapezoide Vorkammer im Südwesten teilt den schmaleren Zugangsbereich ab. Die durch Ausfeuerung rot geglühte Diele besteht aus Rotsandsteinplatten und Lehmestrich. Die Anlage ist durch dichten Bewuchs gestört. Sie wurde durch die Träger der Einzelgrabkultur, der Elb-Havel-Gruppe und der Kugelamphorenkultur nachgenutzt.
Bei der Ausgrabung kamen neben Leichenbrand, Holzkohle und 95 Scherben, 12 Querschneider, sechs Klingen, vier doppelkonische Gefäße, vier Kugelamphoren, zwei Flachbeile, zwei Schaber, zwei Schmalmeißel, zwei Bernsteinperlen, zwei Schultergefäße, zwei hohe Töpfe, eine Axt mit geknicktem Nacken, eine herzförmige Pfeilspitze, ein Schlagstein, ein Bohrer, ein weitmündiges Gefäß und ein weitmündiger Topf zutage.

## Großdolmen Sassen 4 (Spr.-Nr.: 530)

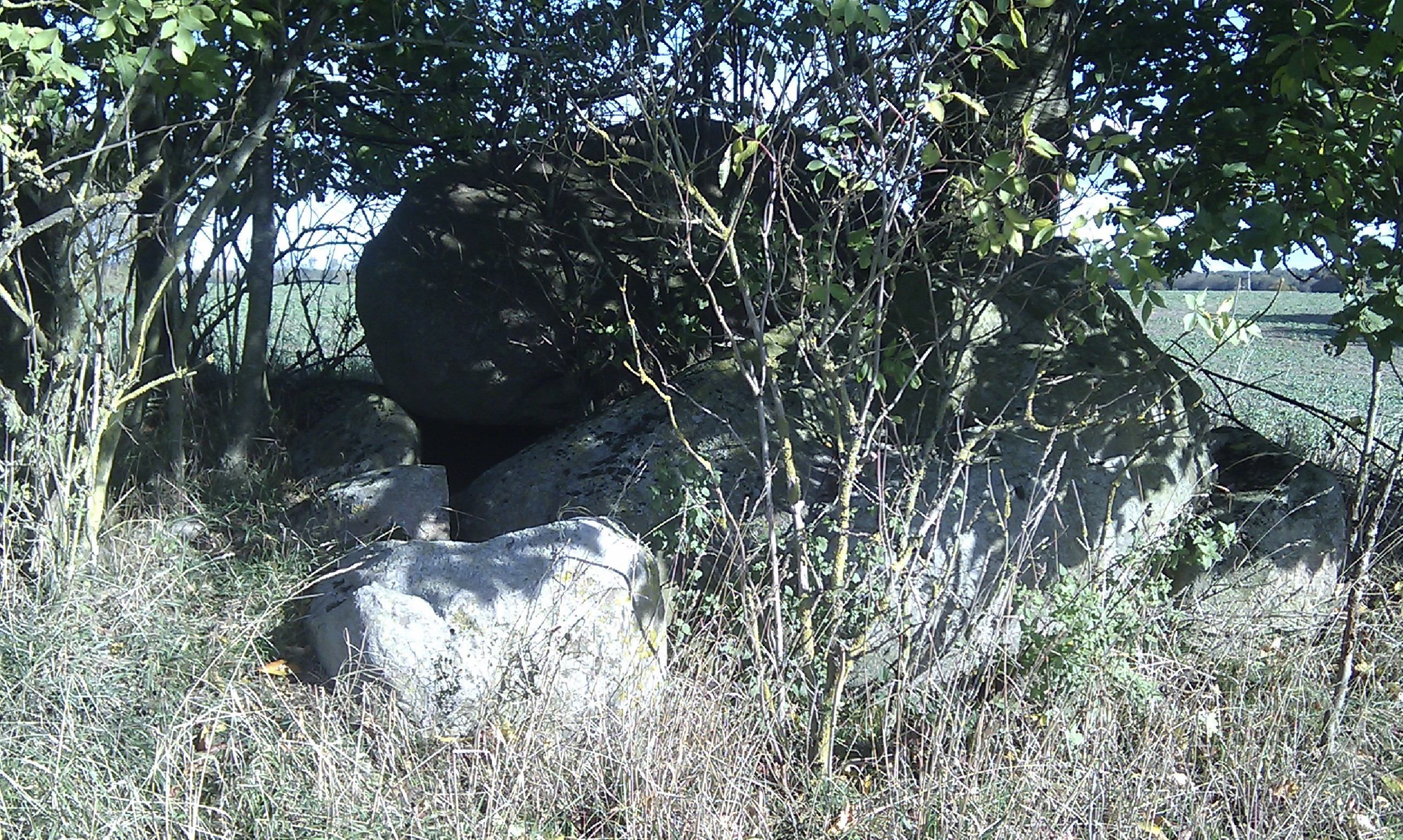
Sassen 4

Bei dieser Nordost-Südwest orientierten 1,4 m hohen Anlage▼ handelt es sich um einen 4,75 m langen und 2,0 m breiten, gut erhaltenen Großdolmen mit Vorraum. Es sind noch alle acht Tragsteine vorhanden. Einer der beiden Decksteinen ist einseitig in die Kammer verkippt. Im Zugangsbereich fehlen alle Tragsteine und der Deckstein am Südende der Kammer. Der mit Granitplatten zwischen den Wandsteinpaaren begrenzte Vorraum ist somit offen einsehbar. Die rot geglühte Diele besteht aus Rotsandsteinplatten. Die Anlage wurde durch die Träger der Einzelgrabkultur nachgenutzt.
Bei der Ausgrabung kamen neben Leichenbrand, Holzkohle und 75 Scherben, acht Querschneider, sechs Klingen, zwei hohe Töpfe, eine Bernsteinperle, ein Flachbeil, ein Schlagstein, eine Axt mit geknicktem Nacken, eine Schüssel und eine Felsaxt zutage.

## Großdolmen Sassen 6 (Spr.-Nr.: 532)
Bei dieser nordost-südwest orientierten, 1,4 m hohen Anlage▼ handelt es sich um einen 4,8 m langen und 1,4 m (im vorderen Bereich 1,1 m) breiten, gut erhaltenen Großdolmen mit Vorraum. Alle Tragsteine und drei der vier Decksteine der Kammer sind in situ vorhanden. Der Deckstein des Ganges fehlt. Die Tragsteine sind im Boden verborgen. Die rot geglühte Diele besteht aus Rotsandsteinplatten und Lehmestrich. Die Anlage wurde durch die Träger der Einzelgrabkultur, der Elb-Havel-Gruppe und der Kugelamphorenkultur nachgenutzt.
Bei der Ausgrabung kamen neben Leichenbrand, Holzkohle und 85 Scherben, 13 Querschneider, fünf Klingen, drei Bernsteinperlen (eine doppelaxtförmige), drei Flachbeile, zwei Schlagsteine, zwei Kugelamphoren, eine kugelige Schale und eine Axt mit geknicktem Nacken zutage.

## Großdolmen Sassen 7 (Spr.-Nr.: 533)
Bei dieser nordost-südwest orientierten, 1,5 m hohen Anlage▼ handelt es sich um einen 4,4 m langen und 2,1 m (im vorderen Bereich 1,5 m) breiten, gut erhaltenen Großdolmen mit Vorraum. Alle neun Tragsteine und die drei Decksteine der Kammer sind in situ vorhanden. Der Deckstein des Ganges fehlt. Die rot geglühte Diele besteht aus Lehmestrich. Es wurden keine Funde gemacht.